# Blade Runner: Black Lotus
Blade Runner: Black Lotus ist eine japanisch-amerikanische Anime-Webserie, welche auf dem Film Blade Runner basiert. Sie ist eine Co-Produktion von Crunchyroll, wo auch eine deutsch untertitelte Fassung abrufbar ist, und Adult Swim.

## Inhalt
In Los Angeles im Jahr 2032, 10 Jahre nach einem großen Black Out in Blade Runner Black Out 2022, erwacht eine junge Frau ohne Erinnerungen. Einzig eine Tätowierung, die eine schwarze Lotusblüte darstellt, und ein Datenspeicher geben Informationen über ihre Vergangenheit.

## Produktion und Veröffentlichung
Die Serie entstand im Auftrag von Crunchyroll und Adult Swim beim japanischen Studio Sola Digital Arts unter der Regie von Kenji Kamiyama und Shinji Aramaki. Creative Producer war Shin’ichirō Watanabe, weitere Produzenten waren Al Cuenca, Ben Cook, Eugene Son und Scott Parish. Die Musik komponierten Gerald Trottman und Michael Hodges.
Die Veröffentlichung der 13 Folgen erfolgte vom 13. November 2021 bis zum 6. Februar 2022 auf der Online-Plattform Crunchyroll sowie beim Sender Adult Swim. Per Streaming erfolgte die Veröffentlichung auch mit französischen, spanischen, italienischen und portugiesischen Untertiteln.
| Figur               | Japanischer Sprecher | Englischer Sprecher |
| ------------------- | -------------------- | ------------------- |
| Elle                | Arisa Shida          | Jessica Henwick     |
| Joseph              | Shinshū Fuji         | Will Yun Lee        |
| Doctor M            | Akio Nojima          | Henry Czerny        |
| Earl Grant          | Hōchu Ōtsuka         | Stephen Root        |
| Hooper              | Kazuki Yao           | Jason Spisak        |
| Senator Bannister   | Masane Tsukayama     | Gregg Henry         |
| Marlowe             | Taiten Kusunoki      | Josh Duhamel        |
| Alani Davis         | Takako Honda         | Samira Wiley        |
| Niander Wallace Sr. | Takaya Hashi         | Brian Cox           |
| Doc Badger          | Takayuki Kinba       | Barkhad Abdi        |
| Niander Wallace Jr. | Takehito Koyasu      | Wes Bentley         |
| Josephine Grant     | Yoshiko Sakakibara   | Peyton List         |